# Hrabstwo Craig (Oklahoma)

Piramida wieku mieszkańców hrabstwa Craig

Craig – hrabstwo w stanie Oklahoma w USA. Założone w 1907 roku. Populacja liczy 15 029 mieszkańców (stan według spisu z 2010 roku).
Powierzchnia hrabstwa to 1975 km² (w tym 4 km² stanowią wody). Gęstość zaludnienia wynosi 8 osoby/km².
Nazwa hrabstwa pochodzi od nazwiska Granville Craig - prominentnej osoby z plemienia Czirokezów.

## Miasta
- Big Cabin
- Bluejacket
- Ketchum
- Vinita
- Welch
- White Oak (CDP)